# NGC 4131
NGC 4131 ist eine Linsenförmige Galaxie vom Hubble-Typ SB0/a mit aktivem Galaxienkern im Sternbild Coma Berenices am Nordsternhimmel. Sie ist schätzungsweise 171 Millionen Lichtjahre von der Milchstraße entfernt und hat einen Durchmesser von 70.000 Lichtjahren. Gemeinsam mit NGC 4132 und NGC 4134 bildet sie das Galaxientrio Holm 339 und gilt als Mitglied der NGC 4185-Gruppe (LGG 276).
Das Objekt wurde am 11. April 1785 von Wilhelm Herschel entdeckt.